# Krytyka artystyczna
Krytyka artystyczna, krytyka sztuki – działalność intelektualna polegająca na dyskusji, ocenianiu i interpretacji dzieł sztuki (dawn. dzieł sztuk plastycznych). Teksty krytyczne mogą mieć charakter publicystyczny, informacyjny, naukowy lub literacki. Najczęściej dotyczą twórczości osób współczesnych osobie piszącej – krytyczce lub krytykowi sztuki.

## Historia

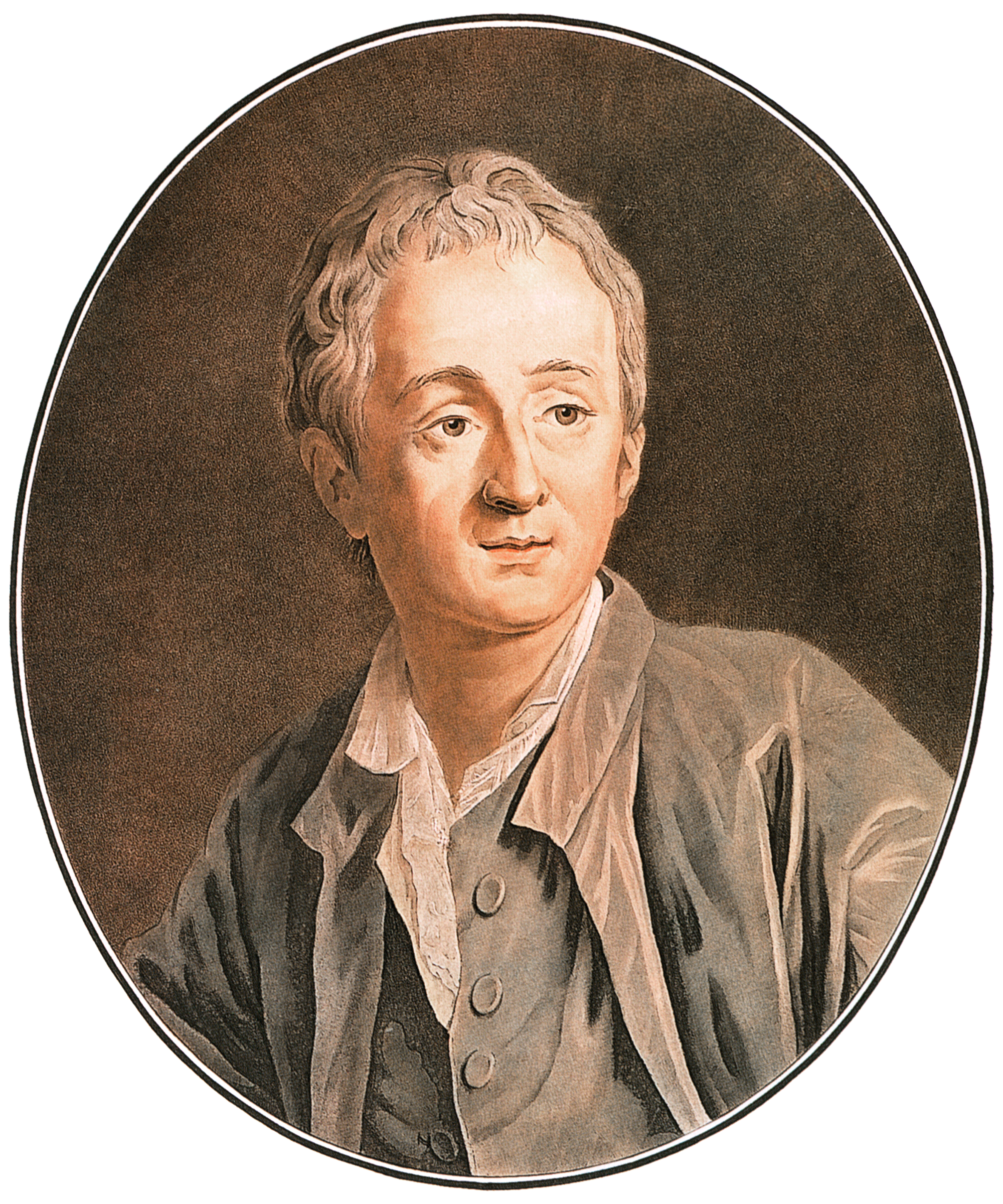
Pierre-Marie Alix, portret Denisa Diderot

W swym słynnym eseju pt. Przeciw interpretacji z 1966 r. Susan Sontag miała zauważyć, że „nawyk interpretacji dzieł sztuki sięga klasycznej Grecji, choć ten rodzaj komentarza, wynikający z ówczesnej potrzeby objaśniania mitów, był z czasem systematycznie przytłaczany filozoficznym „rozjaśnianiem” tejże kwestii”.
Krytyka artystyczna, jako wyspecjalizowana i odrębna od filozofii praktyka komentowania sztuki, zrodziła się w XVIII w. we Francji. Na jej wyodrębnienie z piśmiennictwa o sztuce wpływ miały dwa kluczowe czynniki: powstawanie w XVII i XVIII w. nowych instytucji sztuki – akademii sztuk pięknych oraz zmiana roli i sposobu rozumienia wystawy, która z pokazu służącego celom religijnym czy politycznym stała się prezentacją dzieł służących przeżyciom estetycznym i refleksji intelektualnej. Poszukując odrębności i specyficznego dla krytyki sztuki języka wzorowano się na ówczesnej krytyce teatralnej.
Miejscem dyskutowania i ustalania hierarchii artystycznych oraz decydowania o wartości dzieł sztuki w XVIII i XIX w. był cyklicznie odbywający się w Paryżu Salon, stanowiący centrum ówczesnego świata sztuki. Denis Diderot, autor „utrzymanych w formie esejów, przeplatanych dialogami i dygresjami, sprawozdań z salonowych wystaw” uznawany jest za prekursorskiego krytyka sztuki.
Znaczenie krytyków wzrosło wraz z upowszechnieniem się tej formuły prezentacji twórczości artystycznej i organizacją salonów w innych miejscach. Decentralizacja systemu oznaczania wartości sztuki zaowocowała m.in. powstawaniem galerii komercyjnych w drugiej połowie XIX w., a krytyka stanowiła kluczowe ogniwo w mechanizmie kształtowania jego wewnętrznych hierarchii.
Za pierwszych krytyków uważa się osoby niezwiązane z paryską Akademią i w związku z tym tradycyjnie przyjmuje się, że krytyka artystyczna jest praktyką pozaakademicką. Współcześnie, „zwłaszcza w obszarze anglosaskim – jak zauważa Piotr Juszkiewicz, – zaciera się granica między działalnością naukową, zajmującą się twórczością artystów XX w., a działalnością określaną jako krytyka artystyczna; linia podziału biegnie raczej między publicystyką a tekstami odznaczającymi się wyższym poziomem intelektualnym, wiedzą historyczną i teoretyczną”.
W 1950 r. pod patronatem UNESCO powstało w Paryżu Międzynarodowe Stowarzyszenie Krytyków Sztuki AICA, skupiające obecnie około 4200 krytyczek i krytyków z 62 krajów. W sekcji polskiej, działającej od 2009 r., skupione są obecnie 133 osoby.

## Krytyka sztuki na świecie

### Francja

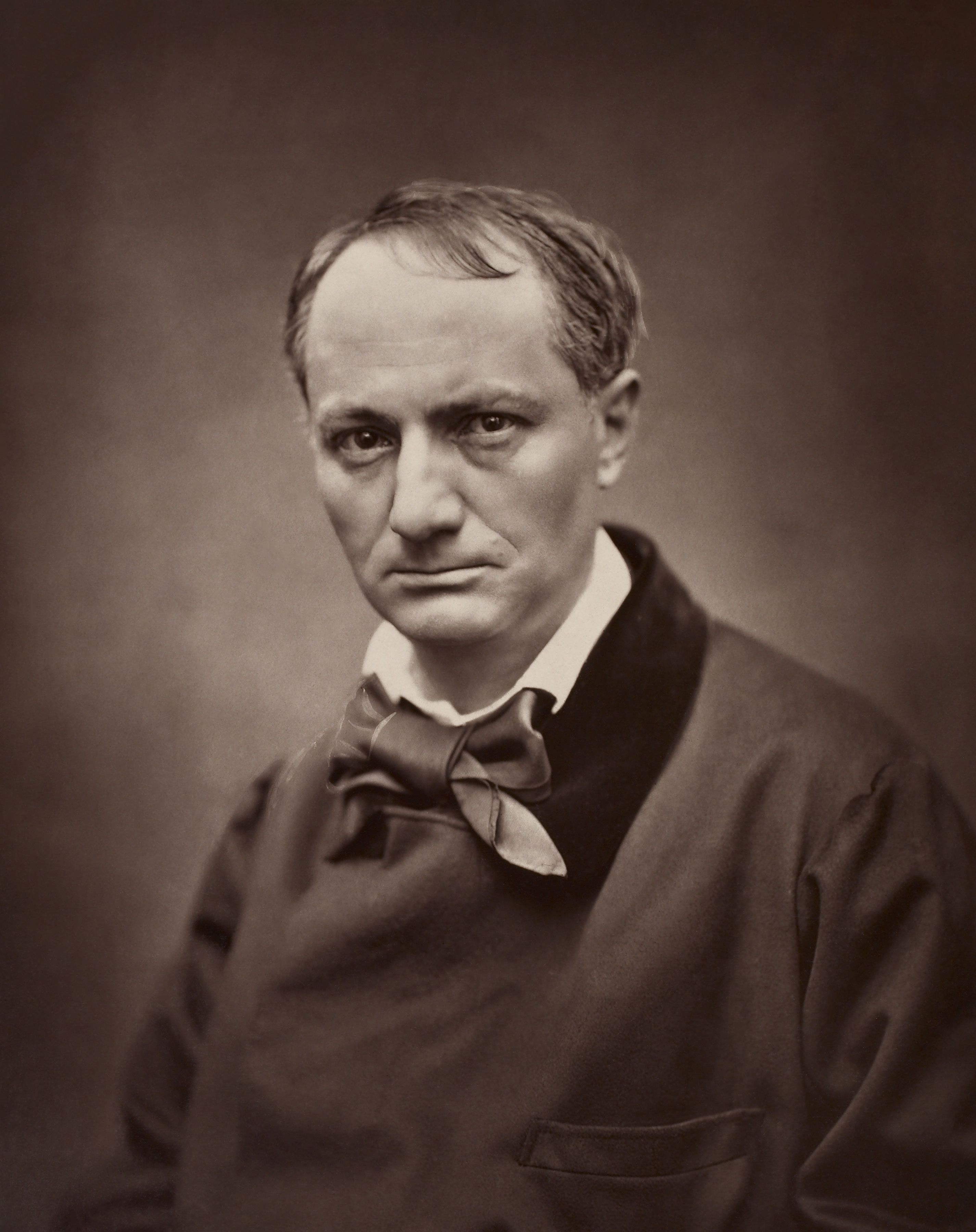
Étienne Carjat, portret Charles’a Baudelaire’a, ok. 1862

Wśród piszących o sztuce w XIX w. byli głównie autorzy francuscy – poeci i pisarze tacy jak: Charles Baudelaire, Theophile Gautier, Stendhal, Émile Zola, Huysmans, Jules Champfleury czy Albert Aurier, dziennikarze: Étienne Joseph Théophile Thoré (William Bürger), Félix Fénéon oraz sami artyści, jak choćby Eugène Fromentin.
Na początku XX w. krytyką parali się szczególnie poeci i pisarze z kręgów awangardowych – zaprzyjaźnieni z kubistami Guillaume Apollinaire i André Salmon czy związanie z surrealizmem André Breton, Paul Éluard czy Louis Aragon oraz sami artyści, jak np. Michel Seuphor. Po II wojnie światowej najbardziej rozpoznawalnymi krytykami byli Michel Tapié (twórca pojęcia informel) czy Pierre Restany (twórca koncepcji nowego realizmu). Krytycznym pisaniem o sztuce zajmował się także André Malraux.

### Wielka Brytania

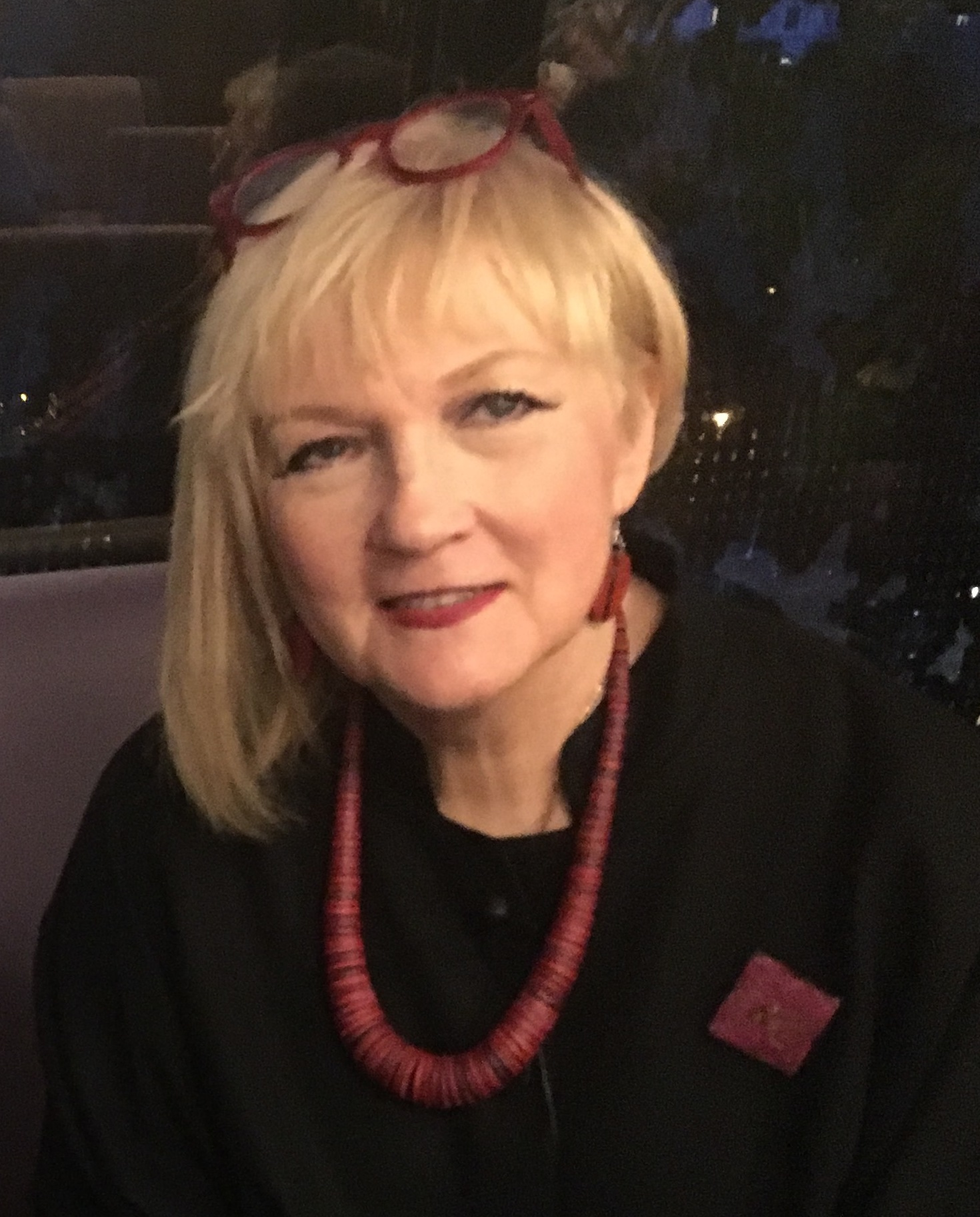
Montserrat Boix, portret Griseldy Pollock, 2018

Do najważniejszych krytyków anglosaskich należą John Ruskin (autor tekstów o malarstwie Williama Turnera i o sztuce włoskiej), Walter Pater, Roger Fry i Clive Bell (członkowie Grupy Bloomsbury, twórcy krytyki formalistycznej), Herbert Read oraz Griselda Pollock.

### Stany Zjednoczone

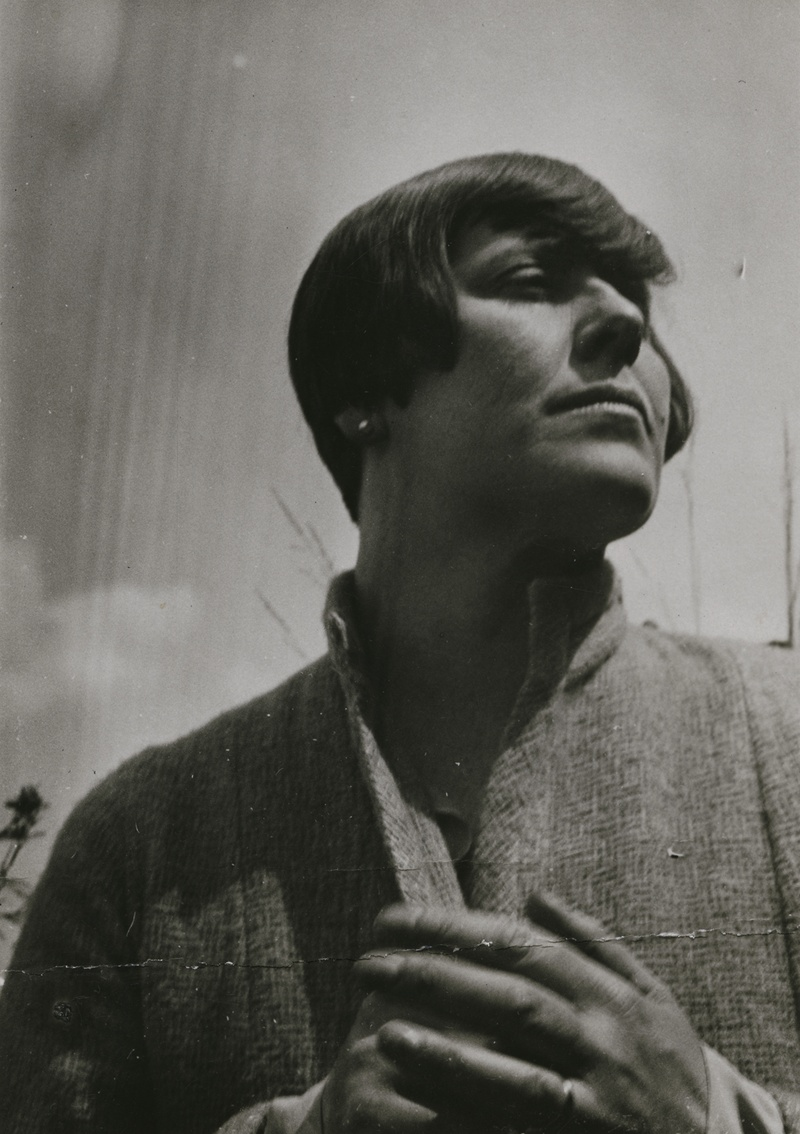
László Moholy-Nagy, portret Hilli von Rebay, 1924

Wśród krytyków amerykańskich kluczowymi osobami są m.in. uchodzący za jednego z pierwszych profesjonalnych krytyków Clement Greenberg, znany głównie z powojennych tekstów na temat malarstwa abstrakcyjnego lat 40., 50. i 60. XX w., oraz Harold Rosenberg (twórca określenia action painting).
Ważnym czynnikiem wpływającym na pojawienie się wyspecjalizowanych w sztuce krytyków było powstawanie w USA w latach 30. kolekcji i muzeów sztuki nowoczesnej, z którymi związani byli m.in. Alfred H. Barr Jr. (pierwszy dyrektor Museum of Modern Art w Nowym Jorku) czy Hilla Rebay związana z rodziną Guggenheimów.

## Krytyka sztuki w Polsce
Początkowo uprawianie krytyki artystycznej wiązało się z praktyką pisemnej refleksji nad szerzej rozumianą sztuką i łączyło się nierzadko z krytyką literacką czy muzyczną. W twórczości polskich pisarzy, filozofek, tłumaczy i publicystek odnaleźć można fragmenty i całe teksty poświęcone zagadnieniom plastycznym, zwłaszcza malarstwu i malarzom, np. wśród pism Eleonory Ziemięckiej, Pauliny Kraków (Krakowowej), Zofii Węgierskiej, Józefy Śmigielskiej, Gabrieli Puzyniny czy Seweryny Duchińskiej

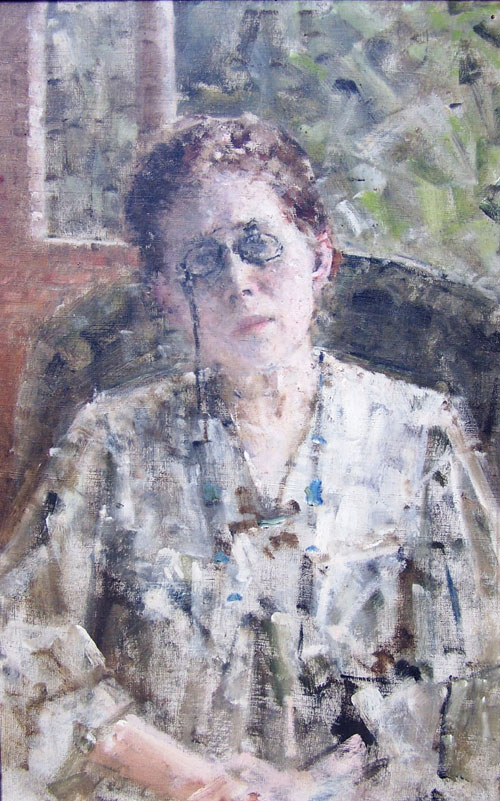
Maria Dulębianka, portret Marii Konopnickiej

W latach 1979–1914 krytyczne pisarstwo o sztuce uprawiały m.in. Waleria Marrené, Maria Loevy (Maria Szeliga), Natalia Krzyżanowska, Stefania Chłędowska, Maria Konopnicka, Gabriela Zapolska, Maria Dulębianka, Cecylia Walewska, Ewa Łuskina, Helena d’Abancourt de Franqueville, Zofia Seidlerowa, Lucyna Kotarbińska, Wacława Kiślańska czy Maria Sławińska.

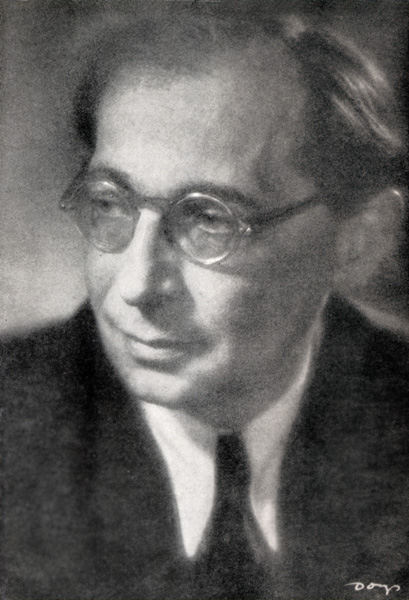
Benedykt Jerzy Dorys, portret Adama Ważyka, 1957

W okresie międzywojennym krytyką sztuki zajmowali się w Polsce głównie literaci i poeci. Czołowymi postaciami krytyki byli pisarze: Karol Irzykowski, Emil Zegadłowicz, Tadeusz Peiper, Jan Brzękowski, Julian Przyboś czy Adam Ważyk, z których wielu związanych było z formacją awangardową. Pisanie recenzji było też jednym z obszarów aktywności artysty Stanisława Ignacego Witkiewicza. W tym czasie pojawili się także pierwsi krytycy profesjonalni, wśród których Tomasz Gryglewicz wyróżnia Stefanię Zahorską.

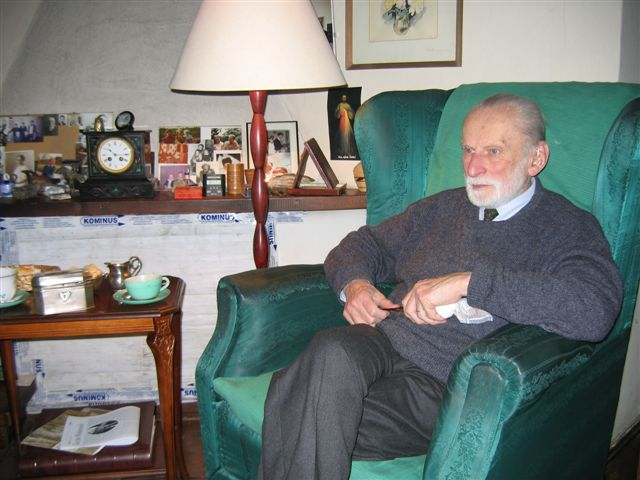
Jacek Woźniakowski (1920-2012)

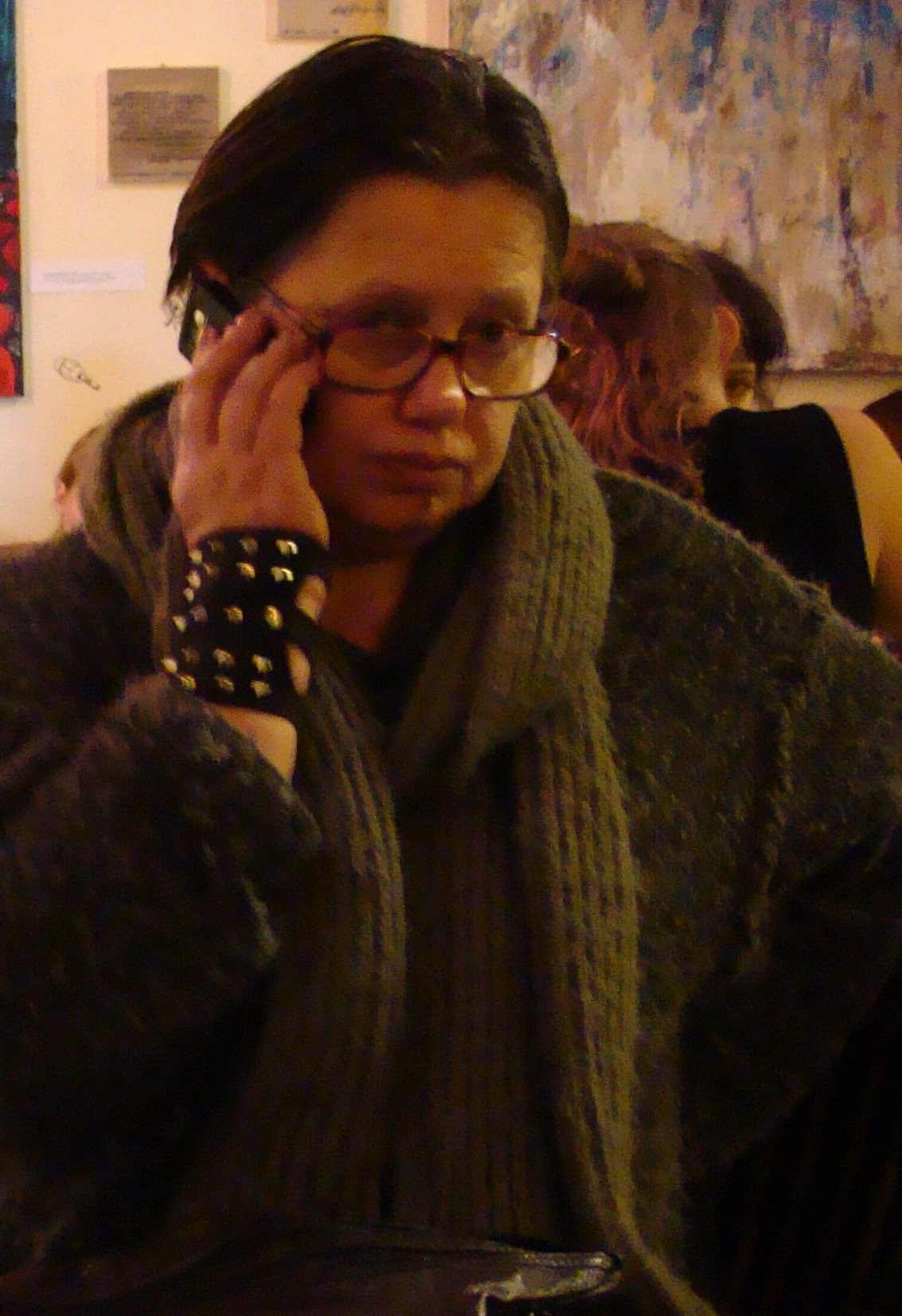
Ewa Mikina (1951-2012)

Po II wojnie światowej wszystkie instytucje sztuki zostały upaństwowione, a publikacje były kontrolowane przez Główny Urząd Kontroli Prasy, Publikacji i Widowisk. Mimo cenzury krytyka artystyczna rozwijała się nadal dzięki poetom – publikującemu już przed wojną Julianowi Przybosiowi oraz nowemu pokoleniu literatów: Zbigniewowi Herbertowi, Tadeuszowi Różewiczowi, Adamowi Zagajewskiemu czy Tadeuszowi Nyczkowi. Do pisarzy dołączyli w tym czasie również historycy sztuki, którzy wkrótce zdominowali pole powojennej polskiej krytyki sztuki: przede wszystkim Mieczysław Porębski oraz m.in. Janusz Bogucki, Aleksander Wojciechowski czy Jacek Woźniakowski oraz z tzw. pokolenia Arsenału: Andrzej Osęka, Maciej Gutowski, Elżbieta Grabska i Joanna Guze. Pisaniem tekstów krytycznych zajmowali się też organizatorzy życia artystycznego: pracownicy galerii i muzeów czy komisarze wystaw, np. Ryszard Stanisławski, w latach 1966–1990 dyrektor Muzeum Sztuki w Łodzi, „lansujący” w kraju i za granicą polski konstruktywizm oraz sztukę neoawangardową lat 60. i 70. czy konceptualizm. Dla coraz większej liczby osób działalność krytyczna była jednak pracą zawodową, a nie towarzyszącym innym obowiązkom zajęciem dodatkowym.
Po 1989 r. rynek prasowy uległ znacznym zmianom: przestała istnieć cenzura, pojawiły się nowe technologie edytorskie, a publikacje przestały być uzależnione od władzy. Z jednej strony zmniejszyła się obecność omówień sztuki w prasie codziennej, a rolę recenzentów przejęli zawodowi dziennikarze, poświęcający wystawom zaledwie krótkie noty i omówienia. Z drugiej natomiast zaczęły pojawiać się coraz liczniejsze i bardziej zróżnicowane periodyki o kulturze i sztuce oraz dające przestrzeń wypowiedziom krytycznym serwisy i portale internetowe. Na początku XXI w. kluczową rolę odegrały osobiste blogi, za sprawą których krytyka artystyczna z eksperckiej stała się bardziej egalitarna: „Nie sposób wymienić wszystkich blogów, piszą bowiem: krytycy, kuratorzy, kolekcjonerzy, właściciele galerii, artyści, naukowcy, muzealnicy, odbiorcy...”, jak podsumowuje Justyna Ryczek. Obecnie forum krytycznego piśmiennictwa są również media społecznościowe jak Facebook, Twitter czy Instagram.
Od 1992 r. osobom zajmującym się w Polsce działalnością krytycznoartystczną przyznawana jest Nagroda Krytyki Artystycznej im. Jerzego Stajudy, a wśród jej laureatek i laureatów znaleźć można m.in. Piotra Piotrowskiego, Ewę Mikinę, Mieczysława Porębskiego, Anetę Szyłak czy Karolinę Plintę.

### Czasopisma o sztuce

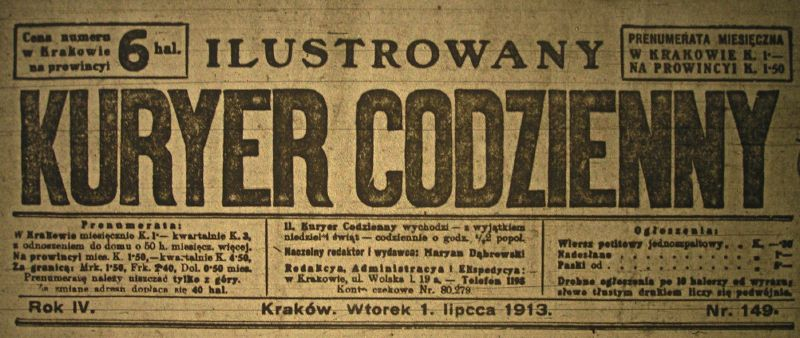
Ilustrowany Kuryer Codzienny, winieta, 1913

Przed II wojną światową recenzje i eseje o sztuce ukazywały się w prasie codziennej, np. w Ilustrowanym Kurierze Codziennym, oraz w pismach literacko-artystycznych, jak Wiadomości Literackie czy Zwrotnica. Teksty krytyczne zamieszczały w swoich periodykach grupy awangardowe takie jak Blok czy Praesens.

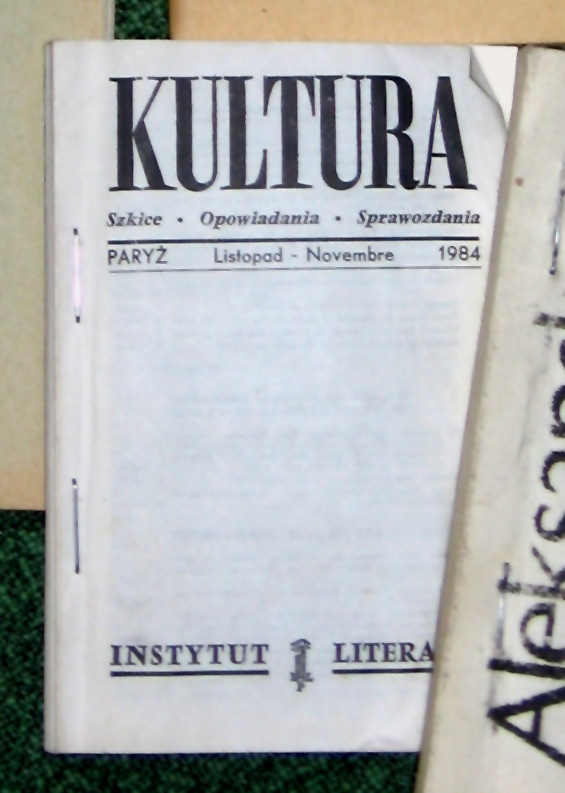
Przedruk paryskiej Kultury z 1984 r.

W czasach PRL teksty o sztuce nadal publikowano w dziennikach oraz w licznych w tym czasie periodykach kulturalnych, jak Twórczość, Współczesność, Kultura, Życie Literackie, Przekrój czy Odra, i przeznaczonych dla młodzieży, takich jak Po prostu, Student czy Nowy Wyraz. Ukazywały się też pisma fachowe, poświęcone wyłącznie plastyce: Przegląd Artystyczny (1946-1973), a potem Sztuka czy Projekt (1956-1997). Poza cenzurą recenzje ukazywały się w prasie emigracyjnej, a także w prasie drugiego obiegu w latach 80.
Po 1989 r. pojawiło się jednak wiele nowych czasopism o charakterze kulturalnym oraz dotyczących sztuki periodyków fachowych, jak np. kwartalnik EXIT (1990-2014), Magazyn Sztuki (od 1993), dotyczących sztuki lub wręcz jej poszczególnych dyscyplin – szczególnie projektowania, np. 2+3D (2001-2016), czy fotografii, jak Kwartalnik Fotografia (2000-2012) – oraz rynku sztuki, jak Art & Business (od 1989). Wiele z nich nie przetrwało jednak szeroko rozumianego okresu transformacji – część w wyniku uzależnienia od dotacji państwowych i grantów, a część nie poradziła sobie w realiach wolnego rynku.
Czasopisma wydawane są także lub wspierane przez instytucje sztuki: muzea i galerie, np. Kwartalnik Rzeźby Orońsko (od 1990), Opcje (od 1993), BIURO (od 2009), Artpunkt (2009-2015), MOCAK Forum (od 2011), CoCAin (2012-2015) lub wspomniany już Obieg (od 1990 r. wydawcą jest CSW), oraz uczelnie artystyczne – przy nich ukazują się m.in.: Zeszyty Artystyczne (od 1983), Wiadomości ASP (od 1996), Format (od 1990) czy Aspiracje (od 2006). Krytyczne teksty o sztuce można znaleźć również na łamach pisma Ha!art (od 1999) czy na łamach pisma Sztuka i Dokumentacja (od 2009) oraz podobnych mu pism naukowych – wrocławskiego kwartalnika Quart (od 2006) i Dyskursu (od 2005), krakowskiego Modusu (od 1999) czy warszawskiego Miejsca (od 2015).

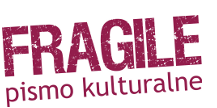
Logo czasopisma Fragile

Wraz z końcem 2019 r. zawieszona została publikacja Arteonu, jednego z najpoczytniejszych papierowych magazynów o sztuce. Wśród kontynuowanych pism papierowych znajdują się obecnie m.in. Szum (od 2013), Artluk (od 2006), Notes.na.6.tygodni (od 2003) oraz ogólnokulturalne Fragile (od 2008) czy też nowe propozycje, jak Powidoki (od 2019) czy ArsForum (od 2017).
W 2013 r. zaczął ukazywać się miesięcznik Contemporary Lynx – pierwsze pismo o sztuce polskiej w j. angielskim.

### Krytyka w internecie
Na przełomie XX i XXI w. coraz więcej czasopism przenosi się do internetu: m.in. od 1998 r. działa tam Magazyn Sztuki, w 2000 r. pojawia się internetowy Raster, a w 2004 r. przenoszą się do sieci m.in. Obieg czy SEKCJA. Powstają też stricte sieciowe serwisy i portale, zazwyczaj o tematyce ogólnokulturalnej – w 1998 powstaje platforma O.pl Polski Portal Kultury, od roku 2000 działa informator Sztukpuk, w 2002 zaczyna działać Spam.art.pl, a w 2003 r. ArtPAPIER. Od 2006 r. zaczyna działać magazyn G-punkt, w 2009 r. ukazuje się pierwszy Dwutygodnik, a rok później E-SPLOT.

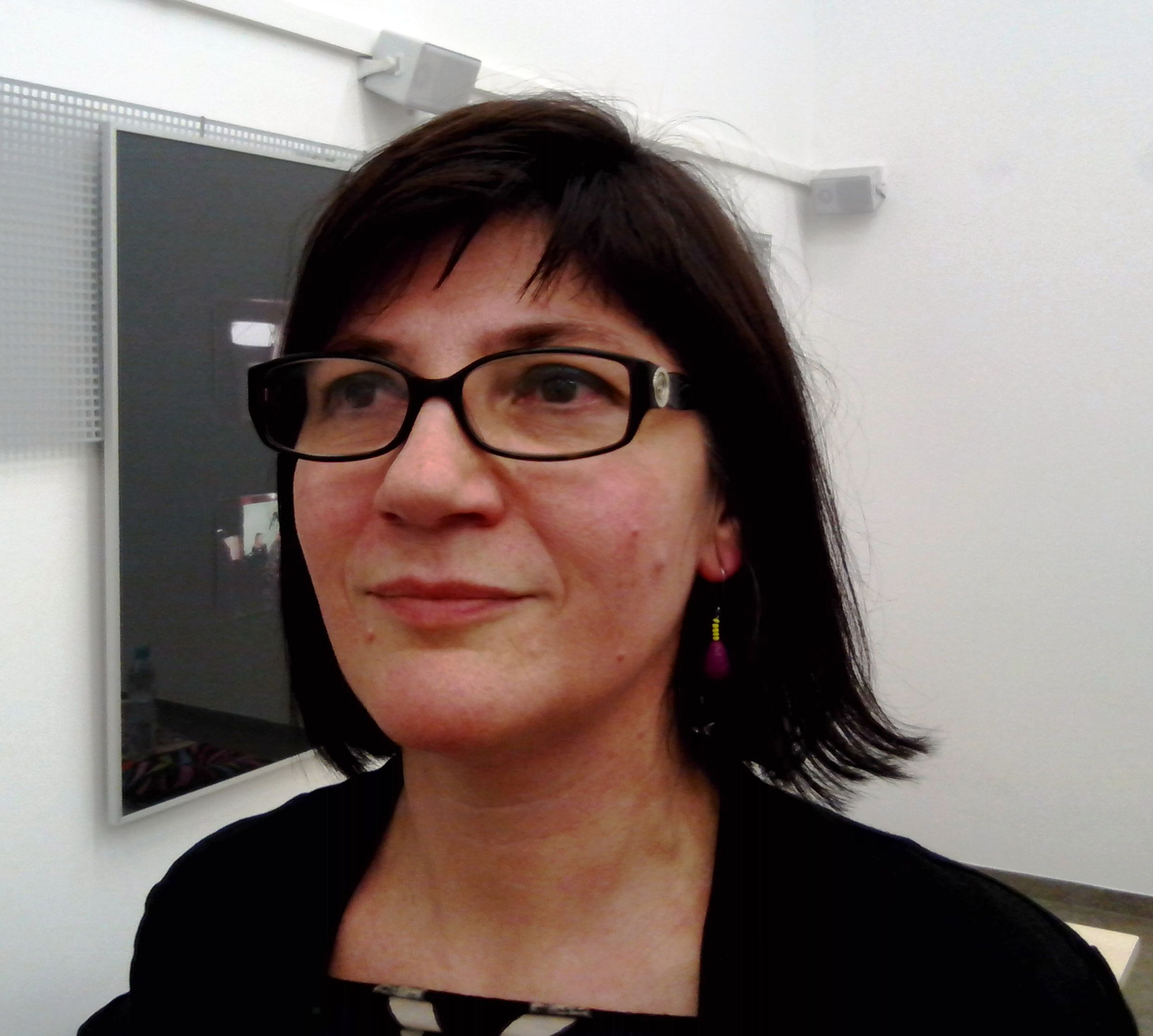
Magdalena Ujma

Justyna Ryczek zwraca uwagę na szczególną rolę blogów o sztuce: 
Rok 2006 to wysyp blogów, pojawiły się: Straszna sztuka Izabeli Kowalczyk, Krytyk na skraju załamania nerwowego Magdaleny Ujmy, Flaneriaa! Agaty Araszkiewicz, Pink not dead! Maurycego Gomulickiego, Art Bazaar Krzysztofa Masiewicza i Piotra Bazylko, później powstał Krytykant Kuby Banasiaka, Notes krytyczny Piotra Bernatowicza. Hiperrealizm Wojciecha Wilczyka z 2009 roku wpisuje się w „drugą falę”, w której prym wiodą blogi literackie.
Natomiast Patryk Chilewicz w rankingu z 2012 r. wymienia ponadto m.in. Blog o sztuce Dawida Radziszewskiego, blog The Krasnals, serwis vlep[v]net czy art bla-bla Agaty Ubysz i zauważa, że blogi te łączy „fatalna strona graficzna. To dziwne, biorąc pod uwagę, że treści tam prezentowane są w dużej mierze treściami o sztukach wizualnych i plastycznych. Szablony blogów, mnogość licznych kolumn, okien i obrazków może przyprawić o ból głowy, a z innowacyjną estetyką ma bardzo niewiele wspólnego”.

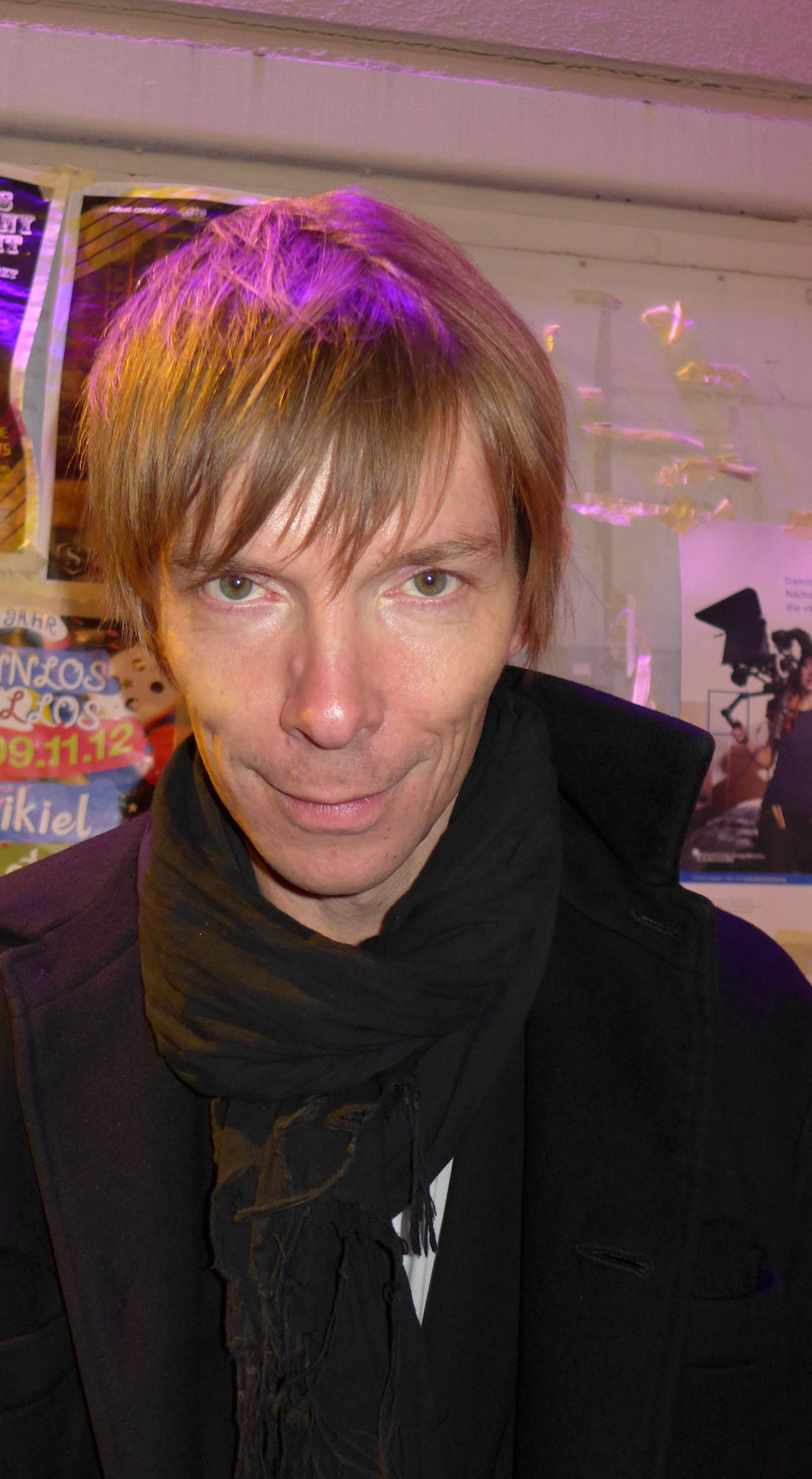
Adam Szymczyk

W 2001 r. na łamach Rastra ukazał się „Ranking krytyków 2000/2001” Władysława Kaźmierczaka, który w ironiczny sposób diagnozował:
Krytyka jest potrzebna społeczeństwu, artystom, galeriom, kuratorom i samym krytykom. Potrzebna jest sztuce. Potrzebna jest władzy i sponsorom. Nieistniejący rynek sztuki też chciałby mieć krytyków. Jeszcze 8 lat temu prawie nikt nie pisał o sztuce. Nie było pism a sztuka była wyłącznie stara. Nieliczni krytycy, powiedzmy piszący o sztuce, byli dość mocno oderwani od rzeczywistości. Od sztuki też. Dzisiaj, kiełkująca polska krytyka doznaje szoku zbliżenia ze światem.
 Następnie podał dwie listy: „jastrzębi” i „pingwinów” polskiej krytyki artystycznej. W pierwszej grupie znaleźli się: Łukasz Gorczyca, Łukasz Guzek, Sebastian Wisłocki, Adam Szymczyk, Grzegorz Borkowski, Stach Szabłowski, Masza Potocka, Andrzej Kostołowski, Anna Begier („Anonimy z Poznania”) i Andrzej Przywara. „Pingwiny” zostały przedstawione za pomocą inicjałów: J. M., A. O., T. N., A. M., J.D. G., F. S., M.R., D. J., M. M., P. S.
Wśród czasopism internetowych znaleźć można obecnie m.in. naukowy Widok (od 2013) czy portal Niezlasztuka.net.